# Виберг, Никлас
Никлас Роберт Виберг (швед. Nicklas Robert Wiberg; род. 16 апреля 1985) — шведский легкоатлет, специалист по многоборьям. Выступал за сборную Швеции по лёгкой атлетике в 2003—2013 годах, чемпион Европы среди юниоров, многократный победитель и призёр первенств национального значения, рекордсмен страны, участник ряда крупных международных стартов, в том числе чемпионата мира в Берлине.

## Биография
Никлас Виберг родился 16 апреля 1985 года в Стокгольме.
Впервые заявил о себе в лёгкой атлетике на международном уровне в сезоне 2003 года, когда вошёл в состав шведской национальной сборной и выступил на юниорском европейском первенстве в Тампере — превзошёл здесь всех своих соперников в десятиборье и завоевал золотую медаль. Показанный им результат в 7604 очка стал новым юниорским рекордом Швеции.
В 2004 году стартовал на юниорском мировом первенстве в Гроссето, но досрочно завершил здесь выступление и не показал никакого результата.
В 2005 году одержал победу на чемпионате Швеции в семиборье.
Начиная с 2006 года выступал среди элитных спортсменов, в частности закрыл двадцатку сильнейших на домашнем чемпионате Европы в Гётеборге.
В 2007 году вновь выиграл шведское национальное первенство в семиборье, показал 12-й результат в десятиборье на международных соревнованиях Hypo-Meeting в Австрии, участвовал в программе метания копья на молодёжном европейском первенстве в Дебрецене, но не смог преодолеть здесь предварительный квалификационный этап.
В 2008 году стал одиннадцатым на Hypo-Meeting, также в этом сезоне впервые набрал в сумме больше 8000 очков — с результатом в 8040 очков благополучно выполнил олимпийский квалификационный норматив, однако в Олимпийских играх в Пекине не участвовал.
В 2009 году был лучшим на чемпионате Швеции в прыжках в длину в помещении, в десятиборье стал седьмым на Hypo-Meeting и на чемпионате мира в Берлине — во втором случае установил национальный рекорд Швеции (8406 очков), который до настоящего времени остаётся непревзойдённым.
В 2010 году на чемпионате Европы в Барселоне без результата досрочно завершил выступление в десятиборье.
Оставался действующим спортсменом вплоть до 2013 года, хотя в последнее время уже не показывал сколько-нибудь значимых результатов на международной арене.